# Ethylsulfat
Ethylsulfat  ist eine organische Verbindung, die als Zwischenprodukt bei der Herstellung von Ethanol aus Ethylen entsteht.

## Geschichte
Ethylsulfat wurde zeitgleich mit dem Ether 1730 von August Siegmund Frobenius entdeckt, und von dem französischen Chemiker Antoine François de Fourcroy 1797 und Joseph Louis Gay-Lussac 1815 genauer untersucht. Der Genfer Naturforscher Nicolas Théodore de Saussure untersuchte es ebenfalls 1807. 1827 entdeckte der Franzose Félix-Polydore Boullay zusammen mit Jean-Baptiste Dumas die Rolle von Ethylsulfat in der Herstellung von Diethylether aus Schwefelsäure und Ethanol.

## Verwendung
Ethanol wurde früher primär durch die Umsetzung von Ethylen mit Schwefelsäure zu Ethylsulfat, welches anschließend zu Ethanol hydrolysiert wurde, hergestellt. Die Methode wurde jedoch zunehmend durch die direkte Hydration von Ethylen ersetzt.

## Gewinnung und Darstellung
Ethylsulaft kann im Labor durch die Reaktion von Schwefelsäure mit Ethanol hergestellt werden, die Temperatur darf dabei 140 °C nicht überschreiten:
{\displaystyle {\ce {CH3CH2OH + H2SO4 -> CH3-CH2-O-SO3H + H2O}}}
Bei Temperaturen über 140 °C zersetzt sich das entstehende Ethylsulfat zu Diethylether und Schwefelsäure.
In wässriger Lösung wird Ethylsulfat durch die langsame Hydrolyse von Diethylsulfat gebildet.

## Eigenschaften
Ethylsulfat kann Salze bilden, z. B. Natriumethylsulfat. Diese können durch die Reaktion mit einem Carbonat dargestellt werden. So reagiert es mit Kaliumcarbonat zu Kaliumhydrogencarbonat und Kaliumethylsulfat.
{\displaystyle {\ce {CH3-CH2-O-SO3H + K2CO3 -> CH3-CH2-O-SO3K + KHCO3}}}
Ethylsulfat ist ein direkter Metabolit von Ethanol, der sich bei chronischem Alkoholkonsum im Haar anreichert und daher ein verlässlicher Biomarker für den Nachweis des Konsums ist.

## Externe Links zu erwähnten Verbindungen
1. ↑  Externe Identifikatoren von bzw. Datenbank-Links zu Natriumethylsulfat:  CAS-Nr.: 546-74-7, EG-Nr.: 208-910-1, ECHA-InfoCard: 100.008.101, GESTIS: 24040, PubChem: 23680278, ChemSpider: 61643, Wikidata: Q27277131.
2. ↑  Externe Identifikatoren von bzw. Datenbank-Links zu Kaliumethylsulfat:  CAS-Nr.: 563-17-7, EG-Nr.: 209-244-4, ECHA-InfoCard: 100.008.405, PubChem: 23680282, ChemSpider: 61705, Wikidata: Q81989079.